# SOLiVE Asia
『SOLiVE Asia』（ソライブ エイジア）は、ウェザーニューズ (WNI) が2009年9月5日より2010年12月31日まで放送していた気象情報番組である。なお、ここではSOLiVE24の番組改編によって一時改名となった『ソラマド Asia』についても記載する。

## 概要
ウェザーニューズの24時間動画生放送「SOLiVE24」で配信の気象情報番組。千葉県千葉市美浜区の幕張テクノガーデンB館2階にある、ウェザーニューズ・グローバルセンターの「ソラスタ」から生放送。
2009年の9月5日から『SOLiVE Asia』のタイトルで、土曜夜・月曜深夜の週2回放送で開始され、2009年10月5日の番組改編で『ソラマド Asia』に改題され、週6日間の放送に拡大。
ウェザーニューズが韓国・台湾向けに実施している気象動画番組のキャスターを務めた、應潔（台湾）と、李芝妍（韓国）が担当。SOLiVE Asia時は、進行言語は英語が基本で、韓国語・台湾語・中国語も使用されていた。なお、日本語は極力使用していなかったが、ソラマド Asiaになってからは日本語で進行する比重が高まった。
2009年10月3日（土）は中秋の名月を、関東圏や韓国・台湾からの生中継で紹介し、24時42分までの拡大放送を行い、土曜夜と月曜深夜での週2回放送と一旦『SOLiVE Asia』としてはこの日が最後となり、3日後「ソラマドAsia」に改題。
2010年4月5日より実施された「SOLiVE24」春の改編に伴い、半年ぶりに番組名が『SOLiVE Asia』に戻り、更に月曜日（日曜日深夜）の放送も開始した。
2010年11月15日深夜の放送分から（実際は日付が変わって16日）、オープニングで流れるアニメーション・そして同時に流れるジングルが一新。タイトル表示については、オリーブ色と濃い赤色のグラデーションカラー表示に加えて、四角枠内に2つの竹を描いたデザインとなった。
2010年12月29日放送の『weathernews LiVE』にて、『SOLiVE Asia』を「ネクストステージ」として、2011年1月1日にリニューアルする事を発表。この為SOLiVE Asiaとして、またSOLiVE24での放送は、2010年12月31日分を以て終了。放送（配信）時間を現地時間の20時から21時に変更し『SOLiVE Korea』と『SOLiVE China』に分離、ソラスタとは別のスタジオでウェザーニューズ韓国語・台湾語版サイトとPC用閲覧ソフトウェア「ソラマド」（Ver.5.00以降）にて全編韓国語・台湾語で海外向けに放送。
当番組が終了となった以降は、2011年1月1日より当番組より派出した、『SOLiVE Korea』（日本時間・韓国現地時間20時 - 21時）・『SOLiVE China』（中国・台湾現地時間20時 - 21時、日本時間21時 - 22時）が同日スタート。また、空枠となった同枠は、2011年1月1日（※2010年12月31日深夜）は、SOLiVE24・新春特番『みんなの夢LiVE』を、2011年1月2日（※同年1月1日深夜）以降は、後枠番組の『SOLiVE ミッドナイト』の枠拡大に充てた。

## 出演者
ジオンとチェイに関する番組内でのテロップ表示は英語表記による。
- 李芝妍（LEEJeeYoun、ジオン。チェイと共演の際は画面左側）
- 應潔（YIN Chieh、チェイ。ジオンと共演の際は画面右側）
  - 2009年12月13日より2010年10月中旬まで、2人が『ソラマド トワイライト』の代演（水 - 土曜）を務める機会が増え、火 - 金曜はどちらか1名が『トワイライト』と合せて出演。なお、土・日曜は両者揃っての出演（担当）する形態をとっていた。
- ファン・メイユ（台湾、2010年10月24日 - 同年11月29日。テロップや呼び名はメイユ。ミンミンと共演の際は画面左側）[12]
- キム・ジョンミン（韓国、2010年10月24日 - 同年11月29日。テロップや呼び名の場合はミンミン。メイユと共演の際は画面右側）[12][13]
- 第15期（前述）・16期台湾版おは天キャスター
- 第17期（前述）・18期韓国版おは天キャスター

予報センター
- 本田竜也
- 町田修一
- 森口哲夫
- 小池由高
- 柳博

## 放送時間の変遷
| 期間                          | 放送時間                                                  |
| ----------------------------- | --------------------------------------------------------- |
| 2009年9月5日 - 2009年10月3日  | 土曜日 22:00 - 24:00                                      |
| 2009年9月7日 - 2009年9月28日  | 火曜日（月曜日深夜）0:00 - 4:00（インターネット配信のみ） |
| 2009年10月5日 - 2010年4月5日  | 火 - 日曜日（月曜日深夜 - 土曜日深夜）1:00 - 3:00         |
| 2010年4月6日 - 2010年12月31日 | 火 - 月曜日（月曜日深夜 - 日曜日深夜） 1:00 - 3:00        |

土曜日日放送時ならびに現在は、インターネット配信のほか、BSデジタル放送（独立データ放送）910ch「ウェザーニュース」でも放送（配信）。

## 主なコーナー
進行は英語が基本となるため、番組内での字幕表示も英字表記となり、番組中に画面下でスクロール表示される「今日の予報」も、英字表記でのアジア各地の予報となる。気象予報士によるVTR解説も、予報士の日本語（会話）説明に英語字幕がつく（生出演の場合は、日本語音声のみ）。状況に応じて、日本国内からのウェザーリポートや、ウェザーニューズが韓国の携帯電話最大手のSKテレコムと共に展開する、リアルタイム自動翻訳システムを介した携帯電話向け掲示板サイト「ソラトモ」に寄せられた、韓国内からの気象状況の投稿も紹介する。異常気象や地震発生時（WNI分析で推定最大震度が3以上、もしくは不明の場合）は番組を中断し、幕張テクノガーデンB館24階にあるウェザーニューズ・グローバル予報センター（GPEC、通称:予報センター）から日本語で最新情報を伝える。
ソラマドゾーン各番組同様、パソコン向け番組閲覧ソフト「ソラマド」のチャット機能「SORA CHAT」での参加の他（通称ハングル文字にも対応しており、番組内でも入力言語を問わずにチャットでの発言をピックアップしてテロップ表示する）、メールでの参加も受け付けており、当番組のメールアドレスに限り、添付ファイルも受信。寄せられた添付画像なども番組内で紹介している。
日本国内での発生状況を問わず、アジア地域を含めた世界各地での地震・台風について、日常的に時間を割いて取り上げているのが特徴の一つ。
※☆は、改題後から新設されたコーナーを指す。
- SORAYOMI Asia

世界各地のウェザーニューズライブカメラを紹介しながら、この先の天気動向を伝える。
- TODAY'S KEYWORD

日本語・英語・韓国語・台湾語で同意の気象にまつわる単語を紹介する。
- Asia Weather（1時台）

SOLiVE24で30分ごとに入る「全国の天気」が、当番組ではアジアの天気となる。Google Earthの世界地図上に予報マークが乗った状態で、チェイとジオンがそれぞれ母国語を使用して、台湾・中国・韓国・日本の予報を伝える。重点ポイントでは、日本語字幕も表示される。
- WorldWide Weather News

天気にまつわる世界各地の話題や、動画での生中継。ウェザーニューズ日本勤務の予報士や、世界各国のウェザーニューズ拠点からも現地滞在のWeather Expertが解説することもある。
- Earth Quake Update（地震発生時のみ）

日本国内・海外で発生した地震について伝える。
- Typhoon Insight（台風発生時のみ）

台風情報について伝える。
- Japan Weather（火-金曜、2時台）☆

ウェザーニューズのパソコン向けサイト及びBSデジタル放送910chで毎日午前3時台に放送している、中国語・韓国語での日本国内の天気予報（韓国語・中国語版「ウェザーニュース」）を、当番組内でも放映している。2時20分過ぎに中国語、2時50分過ぎに韓国語版を放送。
- FOOD Culture（日曜（土曜深夜）、2時台）

スタジオでの実食を含め、各国間での食文化の違いを探る。
- OHA天Feedback[14]（月曜（日曜深夜）、2時台後半[15]）

韓国・台湾向けに制作・配信している動画番組「おは天」の先週配信分の番組を元に、1週間の天気を振り返っていく。

## 備考

### 2010年4月以降 末期までの出演形態
- 2010年4月6日（5日深夜）の放送以降も両者単独での出演となっていた為、両者が同時に出演するダブルキャスター制度は事実上撤廃されたが、台湾キャスターの應潔の母国帰国に伴う、代演キャスターであった、海外現役キャスターの出演の際は2人体制をとっていた。
  - 2010年10月下旬より、台湾キャスターの應潔（チェイ）が、母国台湾へ帰国したことを受け、番組サイドの考えで、急遽現役の韓国・台湾おは天キャスターを代演処置を行った。主に代演処置をとっていたのは、日曜と月曜[35]で、平日[36]（火曜から土曜[37]）は番組開始当初からのキャスターである、李芝妍（ジオン）が担当。
  - 2010年11月29日までの間は、第15期台湾版おは天キャスターと第17期韓国版おは天キャスターが代演し、2010年12月5日からは、第16期台湾版おは天キャスターと第18期韓国版おは天キャスターが暫定出演をしていた。
  - 2010年12月下旬より李芝妍が休演。代役対処としてそれまで土・日を主な担当（出演）としていた現役海外おは天キャスター2名（台湾・韓国）を出演させていた。その後SOLiVEAsiaとして、かつSOLiVE24での放送が最終日となった同年12月31日[10]、應潔が同年10月14日以来約2ヶ月ぶりに現場復帰となった[38][39][40][41]。